# London School of Economics
Pour les articles homonymes, voir LSE.
La London School of Economics, ou LSE (officiellement London School of Economics and Political Science, en français : « École d'économie et de sciences politiques de Londres »), est une université britannique située à Londres et spécialisée dans la recherche scientifique et l'enseignement académique des sciences économiques, politiques, de la finance, du droit, et des relations internationales.
La LSE est fondée en 1895 par quatre membres de la Fabian Society, Sidney Webb, Beatrice Potter Webb, Graham Wallas et George Bernard Shaw. Son campus se trouve sur Houghton Street, dans le quartier d'Holborn, au centre du borough londonien de Westminster, et à proximité de la City de Londres et des Inns of Court qui constituent le principal lieu de formation académique postgrade des juristes au Royaume-Uni. La bibliothèque de l'université, la British Library of Political and Economic Science, appelée « BLPES » par abréviation et conçue par Sir Norman Foster, constitue la plus grande bibliothèque de sciences économiques et sociales au monde.
L'université fait partie des réseaux universitaires britanniques G5 et Russell Group, ainsi que du Golden triangle britannique.
Elle compte, parmi ses anciens élèves et professeurs, 21 prix Nobel et 65 chefs d'État, dont la majorité ont exercé leurs fonctions dans des pays du Commonwealth, de l'Union européenne et d'Asie-Pacifique. Elle est régulièrement classée parmi les meilleures universités au monde dans le domaine de l’enseignement des sciences économiques et sociales.

## Historique
La London School of Economics est fondée en 1895 par Sidney et Beatrice Webb, Graham Wallas et George Bernard Shaw, membres de la Fabian Society, grâce à des donations privées, notamment un legs de 20 000 livres de Henry Hunt Hutchinson à leur organisation. Sidney et Beatrice, qui, au cours d'un voyage à Paris, rencontrèrent le fondateur de l'École libre des sciences politiques (aujourd'hui Sciences Po Paris) Émile Boutmy, furent inspirés par le modèle français d'éducation supérieur proposé par cette institution, ainsi que par celui des écoles supérieures de commerce françaises. Ils décidèrent de l’importer pour fonder le modèle académique de la LSE, alors unique au sein du paysage institutionnel anglo-saxon de l’enseignement supérieur et la recherche, plutôt composé de plus grandes universités historiques comme Oxford, Cambridge ou Saint Andrews ,. 
La LSE devint une université proposant un enseignement libre en sciences économiques et politiques. Son cursus académique fut progressivement centré autour de l'enseignement des arts libéraux et humanités modernes et contemporaines. Depuis 1902, la LSE est domiciliée dans un ancien hôtel particulier d’Houghton Street, dans le quartier de Holborn, au centre de Londres et aux environs d'Aldwych et du Strand. L'école est adjacente à la Cour royale de justice, à la Somerset House ainsi qu'aux Inns of Court d'Angleterre, dont le Lincoln's Inn, qui constituent le lieu de formation postgradué des avocats et juristes au Royaume-Uni.
École urbaine atypique et de petite taille, la LSE devient rapidement un établissement réputé. Elle rejoint l'Université de Londres en 1900, d’abord en tant que faculté d'économie, puis élargit rapidement son programme pour inclure d'autres sciences humaines et sociales, dont les relations internationales, l'histoire, la philosophie et la sociologie. La LSE fait aujourd’hui toujours partie de l'Université de Londres, dont elle constitue l’une des 19 institutions d’enseignement supérieur indépendantes, ainsi que du Russell Group.
Sous la direction de l'économiste William Beveridge, la LSE a un impact important sur l'étude des sciences économiques et sociales. Elle leur donne une définition novatrice, se rapprochant de celle de Paul Samuelson qui forme aujourd’hui la base de la science économique contemporaine : « l'économie étudie la manière dont les hommes s'y prennent pour arriver à leurs fins avec des moyens rares, susceptibles d'usages multiples et rivaux. » Friedrich Hayek rejoint la faculté de l'université en 1931, et confirme l'ascendance de l’institution sur la théorisation et l'enseignement de la science économique grâce à ses débats avec John Maynard Keynes, lorsque ce dernier est enseignant à l'Université de Cambridge et que la LSE est elle-même délocalisée à Cambridge pour échapper aux bombardements de la Blitzkrieg pendant la Seconde Guerre mondiale. L'affrontement entre la LSE d'Hayek et l'Université de Cambridge, où enseigne alors Keynes, définit les deux grandes écoles de pensée dominant la science économique contemporaine, à savoir le libéralisme et le keynésianisme. Les politiques économiques aujourd'hui préconisées dans le monde oscillent toujours[réf. nécessaire] entre l'institution d'un État providence (où les décisions de l'autorité publique sont toujours présentes dans la vie de chaque citoyen) ou d'un système économique libéral, contrôlé par les lois du marché plutôt que par l'interventionnisme d'État. Cependant, l'échec des politiques économiques keynésiennes face à la stagflation des années 1970, la révolution conservatrice consécutive dans les années 1980 (administration Reagan et Thatcher), et l'effondrement de l'Union soviétique au début des années 1990 consacrent définitivement la victoire idéologique de la LSE et augmentent le prestige et l'influence de l'école à la fin du XXe siècle.
La LSE joue un rôle considérable dans la théorisation et la diffusion intellectuelle du néolibéralisme, doctrine politique promouvant l'avènement de la société de marché et l'intervention de l'État dans sa mise en place. Elle est le lieu d'enseignement du sociologue britannique Graham Wallas dans les années 1890 à 1910, qui enseigne lui-même la science politique à Walter Lippmann, journaliste américain diplômé de l'Université Harvard et initiateur du Colloque Lippmann en 1938 dans le quartier de Saint-Germain-des-Prés à Paris, rassemblement informel de 26 économistes européens et américains visant à refonder le libéralisme en réaction à la montée du nazisme, du communisme, des nationalismes et de l’étatisme, aujourd'hui largement considéré comme l'acte fondateur du néolibéralisme.
Dans les années 1990 à 2000, la LSE connaît cependant une nouvelle impulsion idéologique, plus marquée à gauche, et nuançant en partie l'idéologie économique néolibérale qu'elle avait originellement postulé, sous l'impulsion du sociologue britannique Anthony Giddens, directeur de l'établissement de 1996 à 2003, théoricien du social-libéralisme, de la doctrine politique de la Troisième voie et lui-même diplômé de la LSE et de l'Université de Cambridge. Giddens influence considérablement les politiques économiques libéral-socialistes des grandes puissances occidentales, notamment du Royaume-Uni, des États-Unis, du Canada, d'Australie, des Pays-Bas, de l'Allemagne, de la Suède et de l'Espagne. Il devient successivement le conseiller économique officiel du Président des États-Unis, Bill Clinton, du Premier ministre britannique, Tony Blair et du Premier ministre espagnol, José Luis Rodríguez Zapatero. La Troisième voie, qui entend opérer une synthèse entre l'État providence et les lois du marché, notamment celles de la concurrence pure et parfaite, est source d'inspiration pour de nombreux pays autour du monde cherchant un juste équilibre entre croissance économique et redistribution des richesses[réf. nécessaire].
Parmi les professeurs de la LSE figurent des experts de la réforme du secteur public tels que Gwyn Bevan, Nicholas Barr ou encore Sir Julian Ernest Michael Legrand.
De 2003 à 2011, la LSE est dirigée par Sir Howard Davies, diplômé de l'université d'Oxford et de l'université Stanford, précédemment ambassadeur du Royaume-Uni en France, avocat du cabinet McKinsey & Company, membre du conseil de direction de Morgan Stanley, de la Government of Singapore Investment Corporation et de Temasek Holdings.
En 2011, la London School of Economics annonce la rupture de ses liens politiques et financiers avec Saïf al-Islam Kadhafi qui avait obtenu un doctorat ès sciences politiques de l'université et avait promis un don philanthropique de trois millions de livres, dont 300 000 livres déjà versées à l'université. Plus tard, il a été révélé que la thèse du doctorat que la LSE lui a décerné avait été réalisée par un cabinet de conseil privé britannico-américain et qu'elle était en partie un plagiat d'œuvres de divers intellectuels. Bien que les enseignants de la LSE ayant évalué la thèse de Saïf al-Islam Kadhafi n'aient jamais été au courant du plagiat, la réalité et l'ampleur des liens entre la LSE et le régime libyen, impliquant un vaste programme d'éducation publiquement financé par la Libye pour former la future élite universitaire et administrative nationale, est révélée. Sir Howard Davis, directeur de l'école, est contraint à la démission par l'ampleur de la polémique,,. À l'heure actuelle, la LSE n'a toujours pas remboursé les 300 000 livres versées par le régime libyen de Saïf al-Islam Kadhafi.
De 2011 à 2012, la direction de la LSE est confiée à Dame Judith Rees. De 2012 à 2016, la LSE est dirigée par Craig Calhoun, docteur en sciences sociales et politiques à l'université d'Oxford et ancien professeur de sciences sociales à l'Université Columbia et à l'Université de New York.
En tant que directeur de la London School of Economics and Political Science (LSE), Calhoun a été au cours de l'année universitaire 2012-13 le bénéficiaire de « l'une des plus fortes augmentations de salaire et d'avantages » dans le secteur de l'enseignement supérieur britannique,,,. En tant que directeur, Calhoun a réussi à lever des fonds pour la LSE, y compris des millions de la Fondation Marshall, Atlantic Philanthropies et de nombreux autres donateurs. Au cours de son mandat, LSE a également commencé à travailler sur un nouveau Centre mondial pour les sciences sociales et a considérablement progressé dans le classement mondial des universités, passant de la 71e à la 35e meilleure université au monde entre 2014 et 2015 dans le classement mondial des universités QS,.
En août 2017, les médias britanniques ont publié des rapports critiques selon lesquels Calhoun avait reçu 1,7 million de livres sterling sur quatre ans et un appartement à Londres avec un loyer du marché de 120 000 £ par an,.
Le ministre des Universités, Jo Johnson, a appelé à la fin de la « montée en flèche » de la rémunération du vice-chancelier à un moment où les frais de scolarité atteignent 9 250 £ par an. La LSE - « un foyer notoire pour les militants d'extrême gauche » selon le Daily Mail - a reçu une médaille de bronze au TEF cette année, la note la plus basse possible,.
En 2016, Calhoun est remplacé par Nemat Shafik. Dame Nemat Talaat Shafik est une économiste anglo-américaine d'origine égyptienne, diplômée de la LSE, de l'Université d'Oxford et de l'Université américaine du Caire, ancienne député-gouverneur de la Banque d'Angleterre, anoblie par la Reine Élisabeth II en 2015.

## Campus

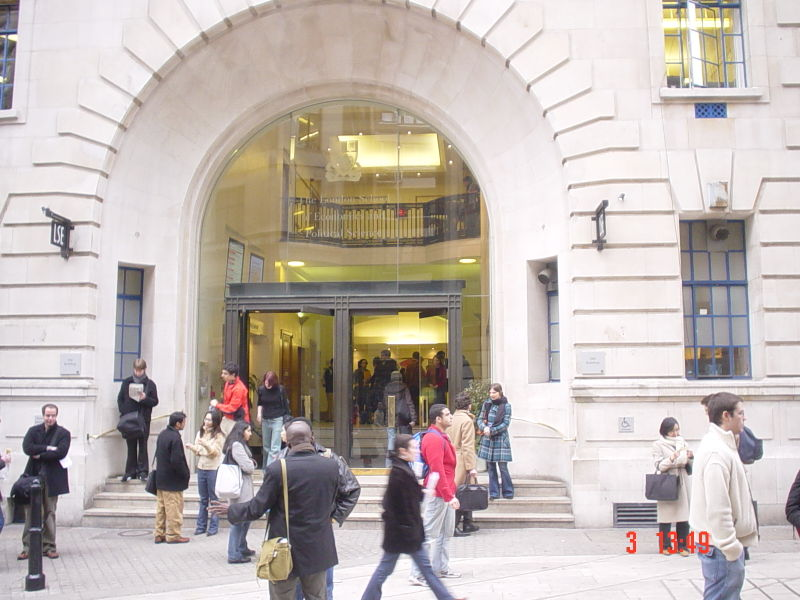
Entrée principale au Old Building.

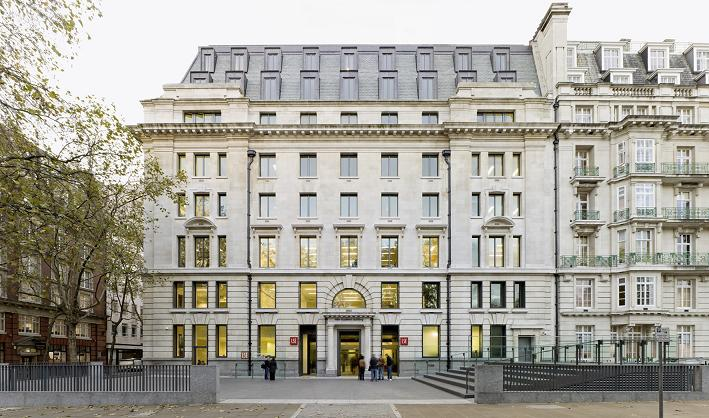
Bâtiment sur Lincoln's Inn Field, le New Academic Building.

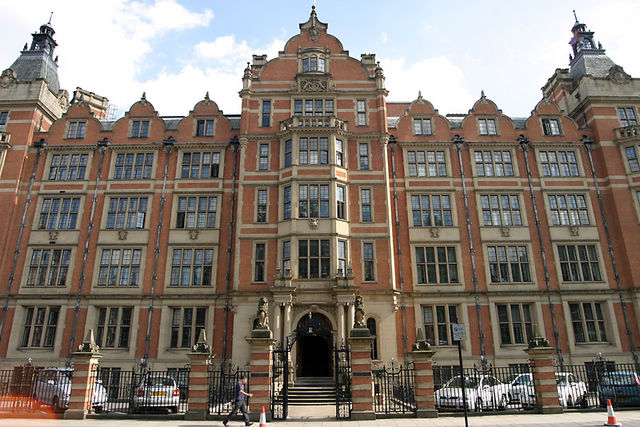
Le 32 Lincoln's Inn Field, siège de la faculté d'économie.

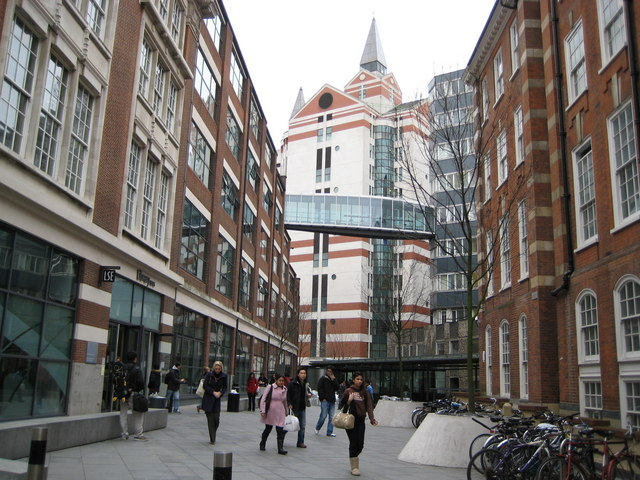
John Watkins Plaza et sa passerelle contemporaine.

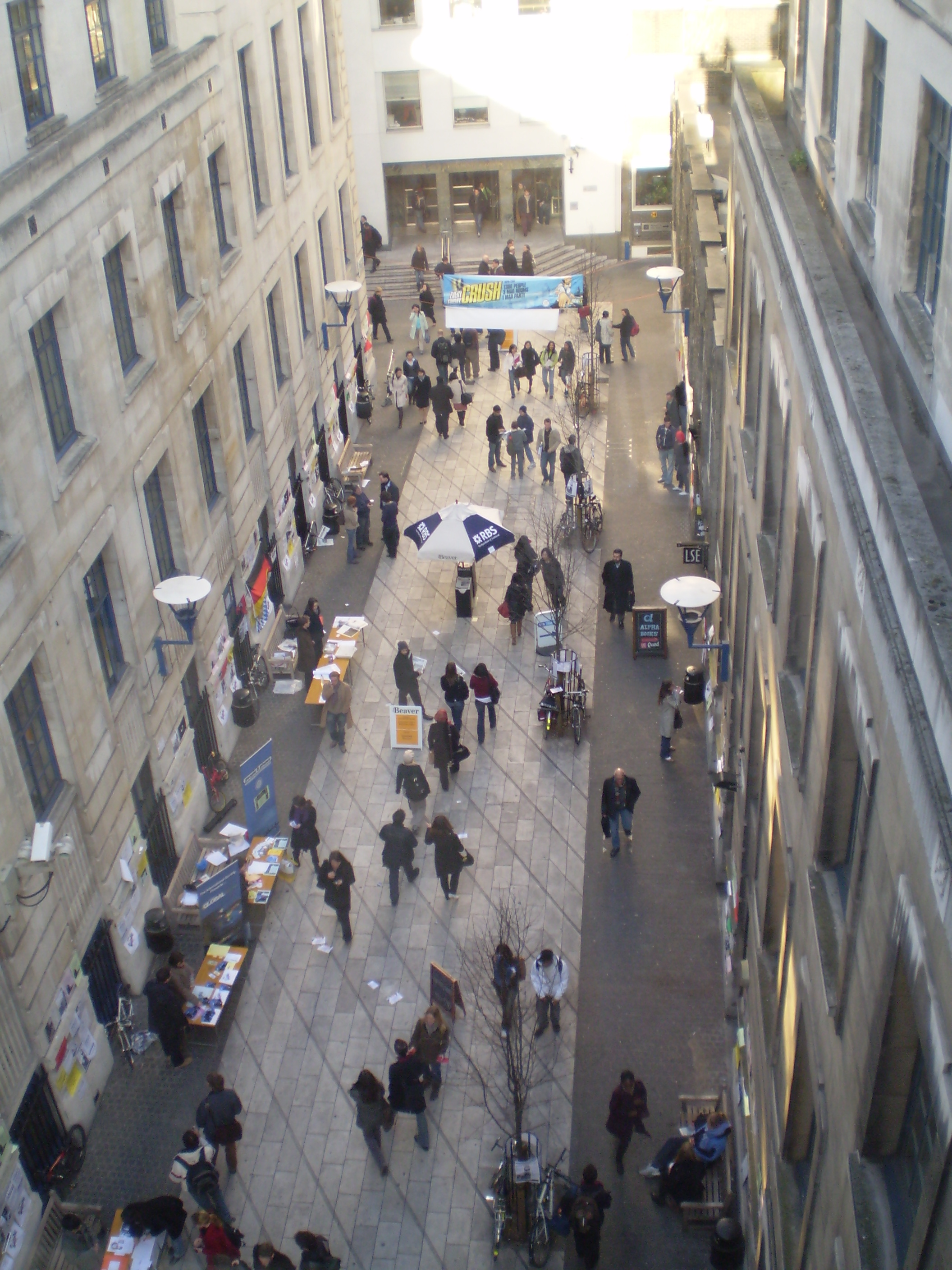
Houghton Street vue du Old Building.

Depuis 1902, le campus de la LSE se situe dans le quartier historique de Holborn et Clare Market, dans le centre de la ville de Londres, tout près de la Cour royale de justice (Royal Courts of Justice). Le Old Building fut consacré par le Roi George V en 1920 et demeure le bâtiment principal du campus. Ces dernières années, l'école s'est agrandie sur un périmètre qui s'étend de Kingsway à Aldwych.
Pendant la Seconde Guerre mondiale, la LSE est déplacée à Cambridge afin d'être protégée des bombardements allemands. Son campus londonien abrite alors de manière temporaire le siège du War Office, l'équivalent britannique du Ministère de la Guerre, dont le siège londonien originel avait été endommagé durant le Blitz. En 1969, lors de manifestations contre la guerre du Vietnam, des étudiants occupent certains des bâtiments de l'établissement.
Depuis 2013, la LSE a entrepris la rénovation intégrale de la partie historique du campus en accord avec les objectifs de développement durable que l'université s'est fixée. Un nouveau bâtiment principal a été créé. La structure du 1 Sheffield Street, achevée en 2015, est conçue en acier, verre, carbone et aluminosilicate. Ses revêtement extérieurs sont conçus en composants thermo-isolants et durables.

## Étudiants
L'université accueille près de 11 960 étudiants, dont 29 % proviennent du Royaume-Uni, 21 % des autres pays de l'Union européenne et 50 % de 130 autres pays étrangers. La LSE est donc l'institution académique au corps étudiant le plus internationalisé au monde. L'université compte 51 % de postgraduates et 49 % d'undergraduates. Avec en moyenne 16 inscriptions pour une place, la LSE est l'institution académique la plus sélective du Royaume-Uni. Pour certains programmes (économie et relations internationales), le processus de sélection retient moins d'un élève sur trente. Au niveau undergraduate, avec 7,2 % de candidats admis, la LSE était l'université la plus sélective au monde en 2013 et la quatrième la plus sélective au monde en 2016 après Harvard, Yale et Columbia.
La vie étudiante de la LSE est particulièrement animée : pas moins de 200 sociétés étudiantes sont présentes, reflétant des centres d'intérêt éclectiques et souvent politisés. Le bureau des étudiants de la LSE (LSE Student Union) est particulièrement actif et souvent véhément à l'encontre des mesures prises par la direction de l'établissement — une réputation qu'il a su conserver depuis les manifestations étudiantes exceptionnelles de 1968 et 1969.
Depuis le 5 mai 1949, le LSE Student Union publie également un journal universitaire hebdomadaire d'obédience sociale-libérale, Beaver, qui demeure la publication politique et économique étudiante la plus suivie du Royaume-Uni et du monde anglo-saxon dans son ensemble, à l'exception des États-Unis.

## Enseignement
La LSE offre plus de 120 Masters différents (MSc, MA, LLM) et plus de trente Licences (BSc, BA), enseignés au sein d'une trentaine de Centres de recherche et de vingt-et-un départements académiques. Parmi les matières enseignées figurent l'économie, la gestion et le management, la finance, les relations internationales, les politiques publiques, le droit, l'histoire des relations internationales, la sociologie, le journalisme, la philosophie, l'anthropologie, la géographie et la psychologie sociale. De nombreux étudiants poursuivent également des recherches au sein de l'École, que ce soit au sein des Masters recherche (MPhil) ou dans le cadre d'un Doctorat (PhD).
De nombreux partenariats académiques internationaux sont également offerts avec des établissements tels que l'université Columbia, Sciences Po, l'EDHEC, HEC, l'université de Hong Kong, la Bocconi de Milan, l'université de Pékin ou encore la Hertie School of Governance de Berlin. Les partenariats d'échange postgraduate sont particulièrement nombreux avec Sciences Po et l'université Columbia.
Elle a développé plusieurs formations très sélectives en management international avec une approche comparative pour des cadres supérieurs en situation de reponsabilité : l'executive global master in management qui correspond à un Master of Advanced Studies (et est enseigné à Londres, Bangalore et Pékin), le Trium EMBA (avec HEC en France et la NYU aux États-Unis).
L'institution est connue pour être très sélective dans son recrutement (taux de sélectivité de 7,2 % en 2013).

## Recherche
La LSE est membre du Russell Group, réseau réunissant 24 universités britanniques concentrant 56 % des graduate students du pays et plus de 80 % du budget national alloué à la recherche. Elle est aussi membre du « Golden Triangle », réseau informel de six universités (Oxford, Cambridge, Imperial College, UCL et King's College) toutes situées dans un « triangle géographique » ayant pour points cardinaux Oxford, Cambridge et la City de Londres. Elles sont considérées comme les six meilleures universités du pays en termes de niveau de la recherche supérieure et d'employabilité à la sortie. Enfin, la LSE est membre du G5, un réseau informel stratégique de cinq universités (Oxford, Cambridge, Imperial College et UCL) ayant établi une concentration oligopolistique des fonds publics et privés alloués à la recherche supérieure au Royaume-Uni.
L'école accueille également des think tanks de tels que le Centre for the Analysis of Social Exclusion, le Centre for Climate Change Economics and Policy, le Centre for Macroeconomics, le Financial Markets Group, le Grantham Research Institute on Climate Change and the Environment, LSE Cities, LSE IDEAS et LSE Public policy Group, tous deux à la deuxième position des meilleurs think tanks universitaires du monde d'après le classement du Think Tank and Civil Societies Program de l'université de Pennsylvanie.

## Classements internationaux
Le Classement mondial des universités QS classe l'université selon plusieurs spécialités. De 2013 à 2019, ce classement plaçait la LSE à la seconde place au niveau mondial dans le domaine des sciences sociales. Elle fut aussi nommée 6e mondiale pour sa réputation auprès des employeurs. Ce même classement classait la LSE au quatrième rang mondial en « politiques publiques », en « économie et économétrie » ainsi qu'en « politique et études internationales » et au 5e rang mondial en « sociologie » et en « finance/comptabilité »
Le classement mondial d'économétrie de l'université Yale16 la place en première position mondiale pour l'enseignement de l'économie (première position en microéconomie et en macroéconomie). En 2016, elle est classée deuxième école urbaine la plus influente en sciences sociales et économiques dans le monde par QS Wold University Rankings, après l'université Columbia de New York.
La LSE est classée au Research Excellence Framework de 2014 en troisième position au Royaume-Uni, derrière Imperial College et UCL, et devant Oxbridge.

## Personnalités liées à l'établissement
Parmi les 80 000 anciens élèves de l'école, on compte un Président américain (John Fitzgerald Kennedy), une Présidente de la Commission européenne et ministre allemande de la santé et des affaires sociales (Ursula von der Leyen), un Chancelier de l'Allemagne de Weimar, une reine du Danemark, un Premier ministre d'Israël, trois Premiers ministres du Japon, trois Premiers ministres canadiens, un Premier ministre québécois, un Président du Conseil italien, l'actuel prince héritier de Norvège (Haakon de Norvège), l'actuel premier ministre de Norvège (Jonas Gahr Støre), un Président, Premier ministre et ministre des finances de la Finlande (Alexander Stubb), un Président du Liban, un Président indien, deux Présidents du Conseil des ministres de Pologne, un Premier ministre de Singapour, deux Premiers ministres grecs, un Premier ministre indonésien, un fils de dirigeant libyen, cinq fils de dirigeants saoudiens ou émiratis, un sous-secrétaire général de l'ONU, deux chief economists de la Banque mondiale, un président de la Commission européenne, un Commissaire européen au marché intérieur et aux services, une secrétaire exécutive de la Convention-cadre des Nations unies sur les changements climatiques, un Président de la Banque nationale tchèque, un gouverneur de la Reserve Bank of Australia, un gouverneur de la Banque d’Israël et président de la Réserve fédérale des États-Unis (Stanley Fischer), un constitutionnaliste bangladais, Syed Ishtiaq Ahmed, et plus de vingt Premiers ministres des pays du Commonwealth.
De nombreux ministres et secrétaires d'État américains y ont étudié, dont Larry Summers, Secrétaire au Trésor des États-Unis et directeur de l'Université Harvard, Robert Rubin, Michael Chertoff et Peter Orszag, directeur général de la Banque Lazard. Le maire de Los Angeles, Eric Garcetti, y a également étudié. 

### Lauréats du prix Nobel
Plusieurs anciens élèves ou professeurs de la LSE ont reçu un prix Nobel. À ce jour[Quand ?], 29 % des prix Nobel d'économie ont étudié et/ou enseigné à la LSE.
- 1925 : George Bernard Shaw (Littérature)
- 1950 : Bertrand Russell (Littérature)
- 1950 : Ralph Bunche (Paix)
- 1959 : Philip J. Noel-Baker (Paix)
- 1972 : Sir John Hicks (Économie)
- 1974 : Friedrich Hayek (Économie)
- 1977 : James Meade (Économie)
- 1979 : Sir Arthur Lewis (Économie)
- 1987 : Óscar Arias Sánchez, Président du Costa Rica (Paix)
- 1990 : Merton Miller (Économie)
- 1991 : Ronald Coase (Économie)
- 1998 : Amartya Sen (Économie)
- 1999 : Robert Mundell (Économie)
- 2001 : George Akerlof (Économie)
- 2007 : Leonid Hurwicz (Économie)
- 2009 : Paul Krugman (Économie)
- 2010 : Christopher Pissarides (Économie)
- 2016 : Juan Manuel Santos (Paix)
- 2016 : Oliver Hart (Économie)
- 2024: Daron Acemoğlu (Économie)
- 2024: James Robinson (Économie)

### Traductions
1. ↑  (en) « The provincial Écoles supérieures de commerce are turning out the most highly cultivated businessman. »
2. ↑  (en) « Economics is a science which studies human behaviour as a relationship between ends and scarce means which have alternative uses. »